# 政治史
政治史（Political history）是對政治事件、思想、運動、政府機關、選民、政黨和領導人的敘述和調查。它與其他歷史領域密切相關，包括外交史、憲法史、社會史、人民史和公共史。政治史研究大型社會中權力的組織和運作。